# للكام (مقاطعة فومن)
للكام (بالفارسية: للکام) هي قرية تقع في غيلان في إيران. يقدر عدد سكانها بـ 443 نسمة بحسب إحصاء 2016.